# Бојана Борић Брешковић
Бојана Борић Брешковић (Београд, 1947) српска је историчарка античког доба, археолог и дугогодишња директорка Народног музеја Србије. Једна је од најистакнутијих стручњакиња за културну и економску историју античког доба на територији Србије и централног Балкана.

## Биографија

### Рани живот и образовање
Бојана Борић Брешковић је рођена 1947. године у Београду. Дипломирала је класичне науке на Филозофском факултету Универзитета у Београду, а упоредо је студирала археологију. Магистарске студије завршила је на одељењу за историју на истом факултету.
Током младости бавила се џудом као борилачком вештином.

### Професионална каријера
Борић Брешковић је започела професионалну каријеру радећи у Музеју града Београда, из ког је 1977. године прешла у Народни музеј на место кустоса Збирке за античку нумизматику и епиграфику.
Њена ужа специјалност је културна и економска историја античког доба на територији Србије и централног Балкана. Сарађује са многобројним светским музејским и научним центрима и ауторка је више од 130 научних радова.

### Директорка Народног музеја
Бојана Борић Брешковић је два пута обављала функцију директорке Народног музеја Србије. Први мандат је трајао од 1996. до 2001. године, када је постала прва жена директорка у историји ове институције. Други мандат започела је у септембру 2012. године и траје до данас.
Током њеног првог директорског мандата, 1999. године, услед НАТО бомбардовања, почело је повлачење сталне поставке музеја. У другом мандату, покренула је свеобухватне и темељне грађевинске радове у Народном музеју, са циљем да буде оспособљен да на савремен начин остварује своје многобројне делатности.
Под њеним руководством, Народни музеј је 2022. године, након 15 година затварања, свечано отворен за јавност са обновљеном централном зградом и новом сталном поставком.

## Издавачка делатност
Године 2013, када је по други пут изабрана за директорку Народног музеја, Службени гласник је објавио њену књигу „Златни пресек", коју је написала у сарадњи са Татјаном Цвјетићанин, Емином Зечевић и Андрејем Старовићем.

## Признања и награде
Борић Брешковић је добитница више државних награда, укључујући:
- Повеља за стваралаштво Министарства културе Републике Србије
- Златни беочуг за допринос развоју културе Београда
- Изванредни златни беочуг за животно дело
- Грамата Синода Белоруске православне цркве[4]
- Орден Карађорђеве звезде трећег степена (28. јун 2025)[6]